# Очерет
Очере́т (Phragmites) — рід багаторічних трав'янистих рослин родини тонконогових.

## Назва

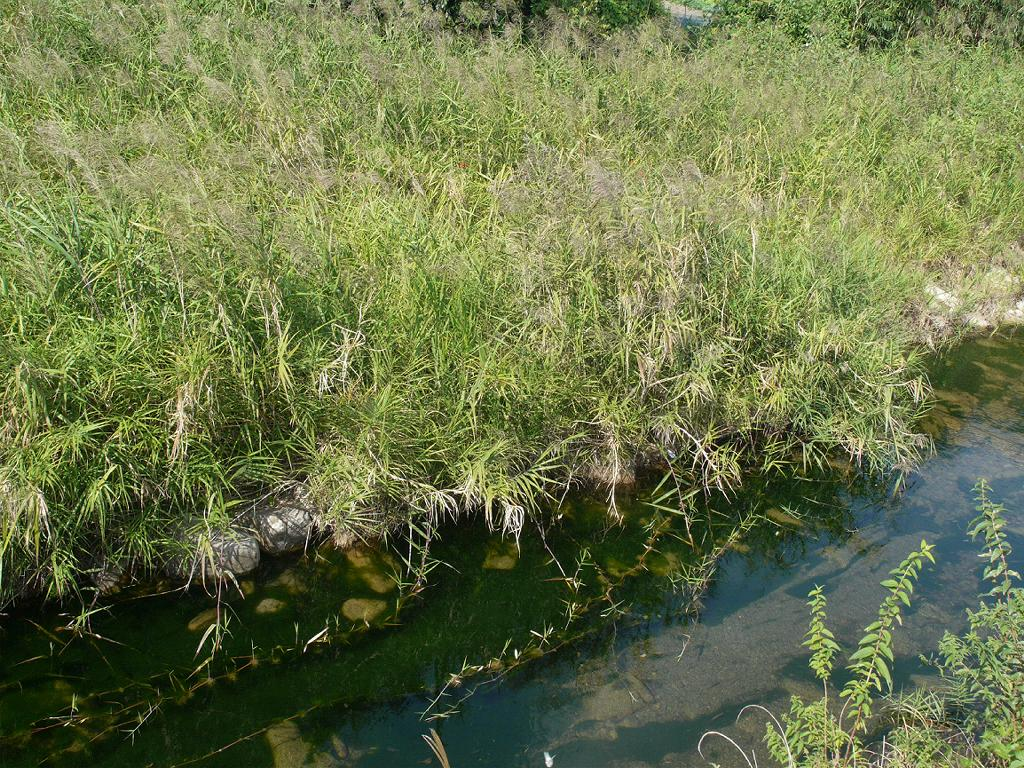
Phragmites japonica

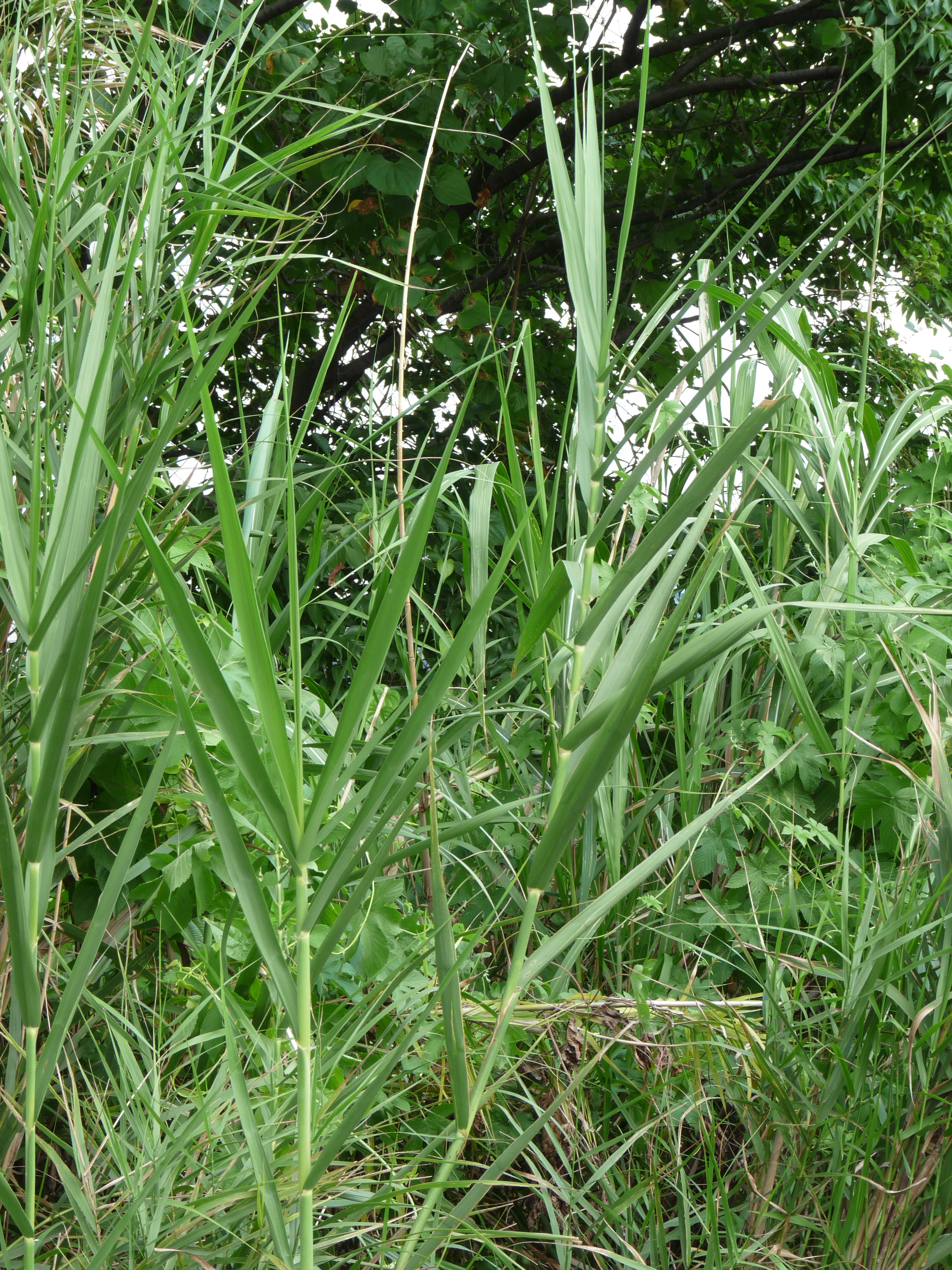
Phragmites karka

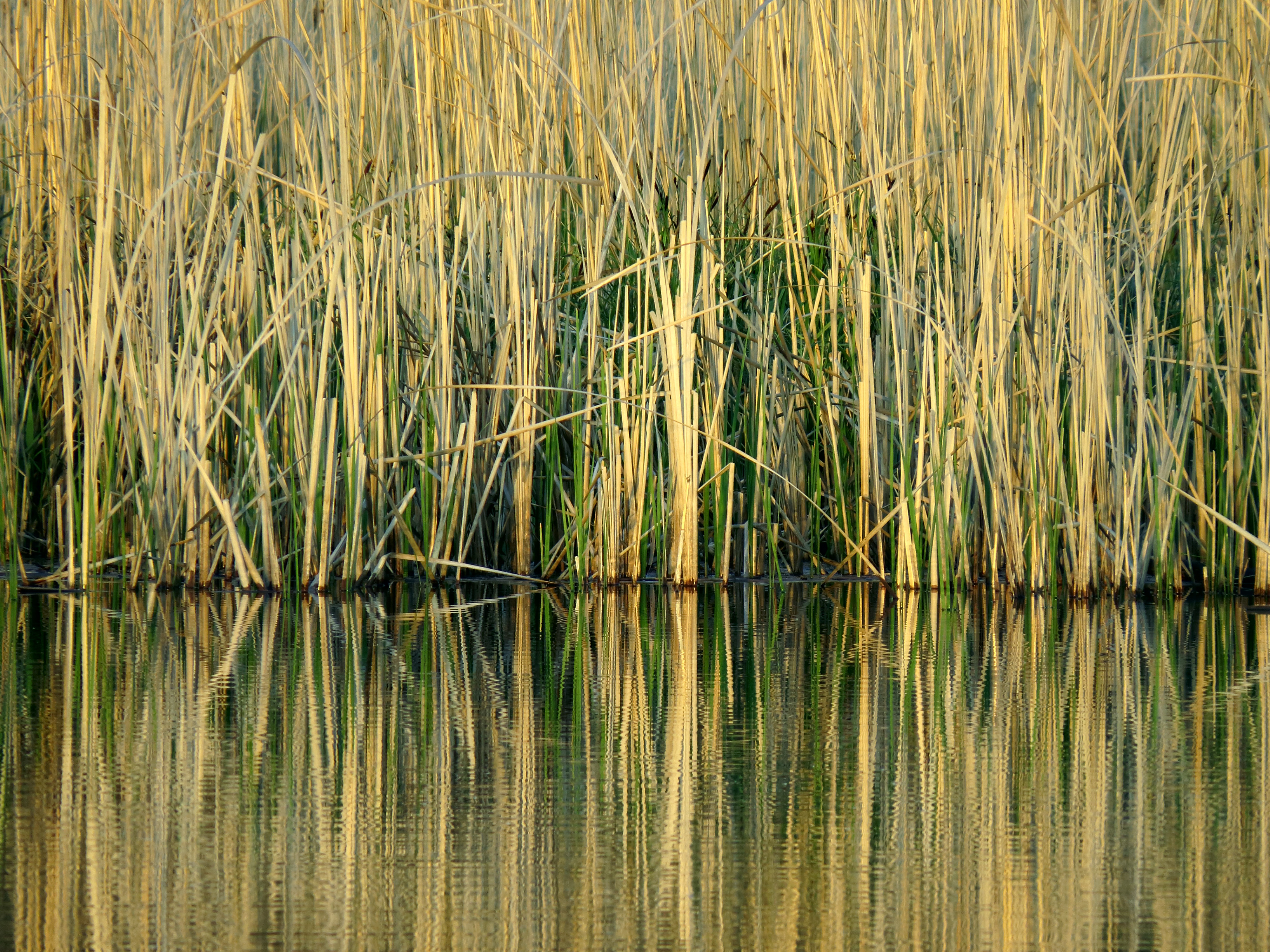
Зарості очерету на Святошинських ставках у Києві

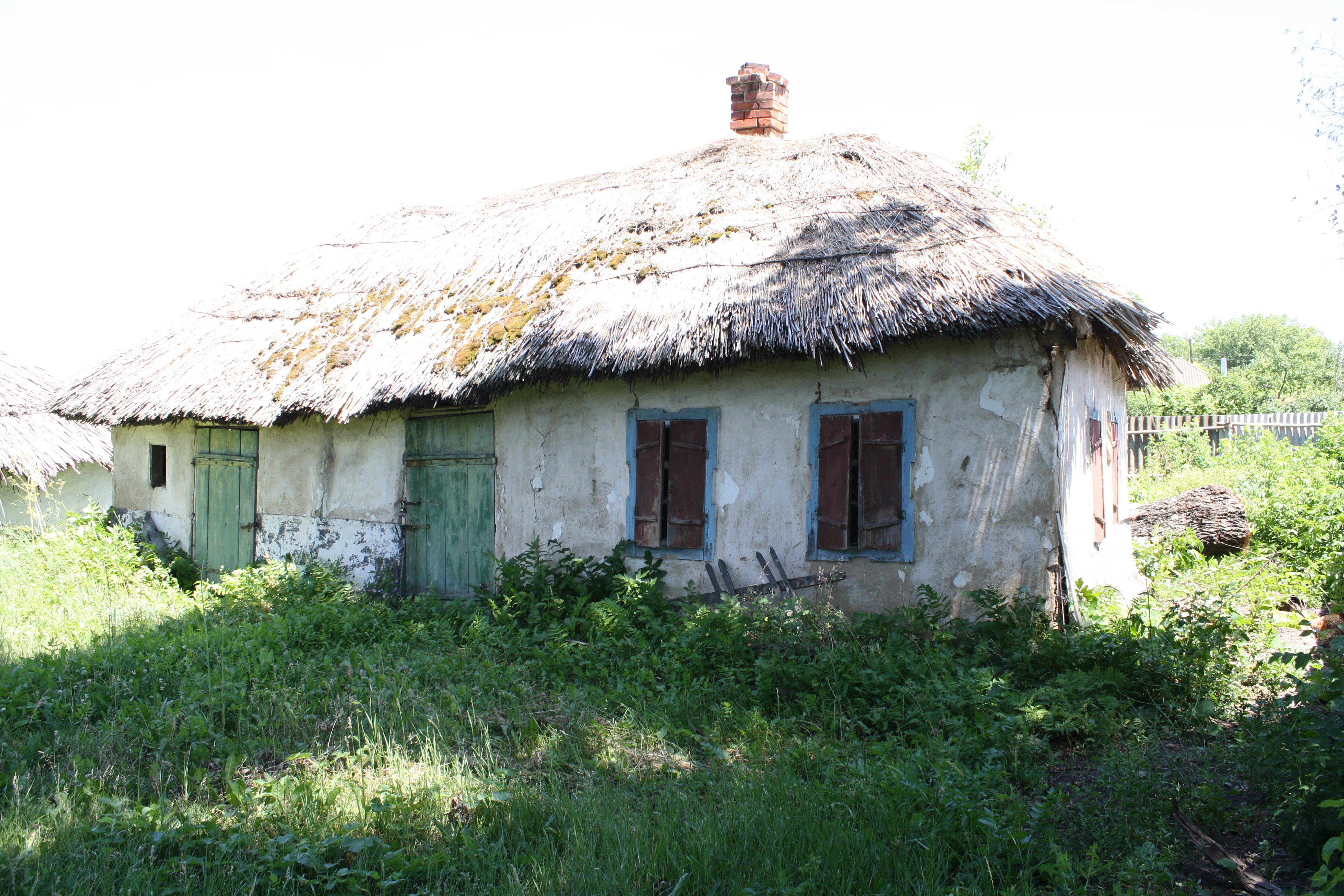
Стара хата в селі Кругляківка Куп'янського району Харківської області, вкрита очеретом

Латинська назва «Phragmites» походить від грецького слова «Фрагма» (огорожа, паркан); зарості очерету зазвичай оточують водойми подібно огорожі. В Україні очеретом також називають єдиний представник цього роду, що тут зростає очерет звичайний (Phragmites australis). Також очеретом часто помилково називають іншу рослину з родини тонконогових — рогіз.

## Ботанічний опис
Багаторічні трави з повзучим кореневищем. Стебла високі, від 2—4 до 9 м заввишки, 2 см завтовшки, порожнисті, гладкі, до верхівки вкриті довгими лінійно-ланцетними листками. Листя до 7 см завширшки, з гострими ріжучими краями. Квітки червонувато-фіолетові, зібрані в суцвіття — велику розлогу волоть, що складається з безлічі волохатих колосків. Після дозрівання плодів колоски відокремлюються і легко переносяться вітром. Стебло після цвітіння стає дуже твердим і міцним, але залишається досить гнучким і не ламається на сильному вітрі.

## Види
За даними спільного інтернет-проекту Королівських ботанічних садів у К'ю і Міссурійського ботанічного саду The Plant List рід Phragmites налічує 4 визнаних види:
- Phragmites australis (Cav.) Trin. ex Steud. (очерет звичайний) — космополітичний вид.
- Phragmites japonicus Steud. — Японія, Корея, Північно-східний Китай, Далекий Схід Росії.[5]
- Phragmites karka (Retz.) Trin. ex Steud. — Субсахарська Африка, південна Азія, Австралія, деякі тихоокеанські острови[6]
- Phragmites mauritianus Kunth — центральна та південна Африка, Мадагаскар, Маврикій.[7]

В Україні широко поширений очерет звичайний (Phragmites australis).

## Екологія
Очерет завжди утворює великі зарості. Його довгі кореневища постійно ростуть і розгалужуються, захоплюючи нові простори. Під сильними поривами вітру стебла очерету можуть згинатися так, що торкаються поверхні води, але майже ніколи не ламаються. В Україні очерет росте на вологих луках, болотах, по берегах річок, озер та інших місцях з близькими ґрунтовими водами. У великій кількості зростає у пониззях Дніпра, Дунаю, Дністра. Очерет витримує значне засолення ґрунтів, росте по берегах солоних озер і заток Чорного та Азовського морів.

## Застосування
Зарості очерету мають важливе екологічне значення: оселившись на багнистих або болотистих місцях, очерет згодом перетворює їх в сухіші ділянки: велика маса листя і стебел випаровує багато вологи, немовби всотуючи її з сирого ґрунту. Очерет бере участь в утворенні торфу. Він містить цукри, білкові речовини. Очерет використовують його на корм худобі для виготовлення силосу, трав'яного борошна, брикетів. Це цінний корм для ондатри й нутрії, лося, оленя. Люди плетуть з нього циновки, кошики, легкі дачні меблі. У безлісних місцевостях стебла служать паливом і сировиною для виробництва паперу; широко використовують як місцевий будівельний матеріал, ними іноді криють дахи. Ніжні молоді пагони очерету їстівні, за смаком нагадують спаржу. З рослин добувають смоли, оцтову кислоту, метиловий спирт.